# Jiří Valja
Jiří Valja (vl. jm. Josef Bubeník, 22. července 1914 – 17. března 1967) byl český spisovatel a překladatel především z angličtiny a ruštiny.

## Život
V roce 1938 vystudoval na Univerzitě Karlově práva, poté se stal redaktorem. V roce 1944 byl totálně nasazen. Po válce pracoval na ministerstvu informací a jako novinový redaktor, od roku 1956 se věnoval výhradně překládání a vlastní literární práci. Vydával básnické sbírky a psychologické romány a povídky. Psal také rozhlasové hry a dramatisace.
Publikoval také za války v díle Jarní almanach básnický 1940.

## Dílo
- Les plný stromů
- Rodina komediantů. Praha : Českomoravský kompas, 1943.
- Zbraně bezbranných. Praha : B. Stýblo, 1946.
- Zahradní ulice 70. Československý spisovatel, 1950.
- Ptáci. SNDK, 1954. Ilustrace Karel Svolinský.
- Cestující se zavazadly, Československý spisovatel, 1958

### Překlady
Nejvýznamnější částí jeho díla jsou překlady, převážně z angličtiny. K nejvýznamnějším patří jeho překlady básní Roberta Burnse, Thomase Stearnse Eliota a Langstona Hughese. Překládal také moderní prózu, např. Grahama Greena a Williama Faulknera:
- Neodpočívej v pokoji. Praha : Naše vojsko, 1958.
- Divoké palmy. Praha : Mladá fronta 1966, Odeon 1978 a 2001, Lidové noviny 2005.
- Mink. Praha : SNKLU, 1965
- Pobertové. Praha : SNKLU 1965, Odeon 1967
- Absolone, Absolone. Praha : Mladá fronta, 1966
- Když jsem umírala. Praha : Odeon Praha 1967

Překládal také z ruštiny (Valerij Brjusov, Stěpan Ščipačov, Nikolaj Semjonovič Tichonov, několik antologií), výjimečně z francouzštiny (Victor Hugo) a slovenštiny (Samo Chalupka). Společně s manželkou Dr. Libuší Bubeníkovou přeložili román Dva divoši (autor Ernst Thompson Seton).